# Premis Butaca de 2001
Els Premis Butaca de 2001, varen ser la setena edició dels oficialment anomenats Premis Butaca de teatre i cinema de Catalunya, uns guardons teatrals i cinematogràfics catalans, creats l'any 1995 per Glòria Cid i Toni Martín, conductors d'un programa a la ràdio de Premià de Mar, en reconeixement de les obres de teatre i pel·lícules estrenades a Catalunya. Els premis són atorgats per votació popular.
En aquesta edició, s'atorgaren els següents premis extraordinaris:
- Butaca d'Honor

## Palmarès i nominacions[1]

### Premi Butaca al millor muntatge teatral
| Obra                                                                 | Productora                       | Resultat  |
| -------------------------------------------------------------------- | -------------------------------- | --------- |
| Titus Andrònic                                                       | Kronos Teatre i Festival Grec'01 | Guanyador |
| El coronel ocell                                                     | Teatre Nacional de Catalunya     | Nominat   |
| Restes humanes sense identificar o la veritable naturalesa de l'amor | Mercat de les Flors i La Nave Va | Nominat   |
| Les variacions Goldberg                                              | Teatre Nacional de Catalunya     | Nominat   |

### Premi Butaca al millor musical
| Obra                 | Productora                   | Resultat  |
| -------------------- | ---------------------------- | --------- |
| A Little Night Music | Bitó Produccions i Scaramush | Guanyador |
| La bella Helena      | 3xtr3s                       | Nominat   |
| Casta Diva           | El musical més petit         | Nominat   |
| El temps de Planck   | Grup Focus                   | Nominat   |

### Premi Butaca al millor espectacle de dansa
| Obra                           | Productora          | Resultat  |
| ------------------------------ | ------------------- | --------- |
| Mira'm (se dicen tantas cosas) | Cia. Marta Carrasco | Guanyador |
| IT Dansa                       | IT Dansa            | Nominat   |
| Pecado pescado                 | Cia. Metros         | Nominat   |
| Peces mentideres               | Cia. Mudances       | Nominat   |

### Premi Butaca al millor espectacle de petit format
| Obra               | Productora                                                               | Resultat  |
| ------------------ | ------------------------------------------------------------------------ | --------- |
| La dona incompleta | Sala Beckett                                                             | Guanyador |
| Ànsia              | Sala Muntaner i Festival Internacional de Teatre de Sitges               | Nominat   |
| Un cop baix        | Sala Beckett, Festival Internacional de Teatre de Sitges i Kronos Teatre | Nominat   |
| Hurracan           | Sala Beckett i Cia. La d'Hac                                             | Nominat   |
| Shylock            | Teatre Malic, Fanfarra i Barceló                                         | Nominat   |

### Premi Butaca al millor text teatral
| Obra               | Autor/a        | Resultat  |
| ------------------ | -------------- | --------- |
| La dona incompleta | David Plana    | Guanyador |
| El gat negre       | Lluïsa Cunillé | Nominat   |
| Hurracan           | Enric Nolla    | Nominat   |
| El temps de Planck | Sergi Belbel   | Nominat   |

### Premi Butaca a la millor direcció
| Director/a     | Obra                                                                 | Resultat  |
| -------------- | -------------------------------------------------------------------- | --------- |
| Àlex Rigola    | Titus Andrònic                                                       | Guanyador |
| Xavier Albertí | Ànsia                                                                | Nominat   |
| Sergi Belbel   | El temps de Planck                                                   | Nominat   |
| Manel Dueso    | Restes humanes sense identificar o la veritable naturalesa de l'amor | Nominat   |
| Rafel Duran    | El coronel ocell                                                     | Nominat   |

### Premi Butaca a la millor actriu
| Actriu         | Obra                    | Resultat   |
| -------------- | ----------------------- | ---------- |
| Rosa Novell    | La noche de Molly Bloom | Guanyadora |
| Mercè Arànega  | Hurracan                | Nominada   |
| Lurdes Barba   | Hurracan                | Nominada   |
| Rosa Cadafalch | Les troianes            | Nominada   |
| Pilar Martínez | ¡Ay, Carmela!           | Nominada   |

### Premi Butaca al millor actor
| Actor            | Obra                                                                 | Resultat  |
| ---------------- | -------------------------------------------------------------------- | --------- |
| David Selvas     | Restes humanes sense identificar o la veritable naturalesa de l'amor | Guanyador |
| Manel Barceló    | Shylock                                                              | Nominat   |
| Lluís Homar      | Solness el constructor                                               | Nominat   |
| Julio Manrique   | Ànsia                                                                | Nominat   |
| Lluís Villanueva | Un cop baix                                                          | Nominat   |

### Premi Butaca a la millor actriu de musical
| Actriu          | Obra                 | Resultat   |
| --------------- | -------------------- | ---------- |
| Mont Plans      | El temps de Planck   | Guanyadora |
| Anna Argemí     | La bella Helena      | Nominada   |
| Pili Capellades | El temps de Planck   | Nominada   |
| Rosa Galindo    | El temps de Planck   | Nominada   |
| Mònica López    | A Little Night Music | Nominada   |

### Premi Butaca al millor actor de musical
| Actor            | Obra                 | Resultat  |
| ---------------- | -------------------- | --------- |
| Jordi Boixaderas | A Little Night Music | Guanyador |
| Frank Capdet     | El temps de Planck   | Nominat   |
| Jaume Giró       | La bella Helena      | Nominat   |
| Àngel Llàcer     | A Little Night Music | Nominat   |
| Xavi Mira        | La bella Helena      | Nominat   |

### Premi Butaca a la millor actriu de repartiment
| Actriu         | Obra               | Resultat   |
| -------------- | ------------------ | ---------- |
| Laura Conejero | La dona incompleta | Guanyadora |
| Rosa Boladeras | Hurracan           | Nominada   |
| Daniela Feixas | Titus Andrònic     | Nominada   |
| Marissa Josa   | Tartuf             | Nominada   |
| Àurea Márquez  | Titus Andrònic     | Nominada   |

### Premi Butaca al millor actor de repartiment
| Actriu            | Obra                                                                 | Resultat  |
| ----------------- | -------------------------------------------------------------------- | --------- |
| Jordi Banacolocha | Les variacions Goldberg                                              | Guanyador |
| Joan Carreras     | El coronel ocell                                                     | Nominat   |
| Mingo Ràfols      | El coronel ocell                                                     | Nominat   |
| Lluís Soler       | La dona incompleta                                                   | Nominat   |
| Oriol Vila        | Restes humanes sense identificar o la veritable naturalesa de l'amor | Nominat   |

### Premi Butaca a la millor escenografia
| Finalistes                      | Obra                                                                 | Resultat  |
| ------------------------------- | -------------------------------------------------------------------- | --------- |
| Xavi García                     | Restes humanes sense identificar o la veritable naturalesa de l'amor | Guanyador |
| Max Glaenzel i Estel Cristià    | La dona incompleta                                                   | Nominats  |
| Max Glaenzel i Estel Cristià    | El temps de Planck                                                   | Nominays  |
| Castells Planas i Jordi Bulbena | Una nit d'òpera                                                      | Nominats  |

### Premi Butaca a la millor il·luminació
| Finalistes                       | Obra               | Resultat  |
| -------------------------------- | ------------------ | --------- |
| Kiko Planas                      | La dona incompleta | Guanyador |
| Kiko Planas                      | Suite              | Nominat   |
| Keith Yetton i Gloria Montesinos | Una nit d'òpera    | Nominats  |
| Xavi Clot                        | El temps de Planck | Nominat   |

### Premi Butaca al millor vestuari
| Finalistes                      | Obra                 | Resultat   |
| ------------------------------- | -------------------- | ---------- |
| Marta Rafa Serra                | Titus Andrònic       | Guanyadora |
| Antonio Belart                  | A Little Night Music | Nominat    |
| Antonio Belart                  | Lulú                 | Nominat    |
| Cristina López i Andreu Sánchez | Una nit d'òpera      | Nominats   |

### Premi Butaca a la millor pel·lícula catalana
| Pel·lícula            | Autor         | Resultat   |
| --------------------- | ------------- | ---------- |
| Dones                 | Judith Colell | Guanyadora |
| Anita no perd el tren | Ventura Pons  | Nominada   |
| Pau i el seu germà    | Marc Recha    | Nominada   |
| El viaje de Arián     | Eduard Bosch  | Nominada   |

### Premi Butaca a la millor actriu catalana de cinema
| Actriu             | Pel·lícula          | Resultat   |
| ------------------ | ------------------- | ---------- |
| Mercedes Sampietro | Silencio roto       | Guanyadora |
| Rosa Renom         | Pleure pas Germaine | Nominada   |
| Ingrid Rubio       | El viaje de Arián   | Nominada   |
| Julieta Serrano    | Dones               | Nominada   |

### Premi Butaca al millor actor català de cinema
| Finalistes       | Obra                      | Resultat  |
| ---------------- | ------------------------- | --------- |
| Sergi López      | El cielo abierto          | Guanyador |
| Eduard Fernández | Son de mar                | Nominat   |
| Joel Joan        | Las razones de mis amigos | Nominat   |
| David Selvas     | Pau i el seu germà        | Nominat   |

### Premi Butaca al millor mitjà de difusió de teatre
- www.teatral.net

### Premi Butaca al millor mitjà de difusió de cinema
- Àlex Gorina, Amènic (Catalunya Cultura)

### Butaca Honorífica
- Lola Lizaran i Alfred Lucchetti